# Har Boker
Har Boker är ett berg i Israel.   Det ligger i distriktet Södra distriktet, i den södra delen av landet. Toppen på Har Boker är 640 meter över havet, eller 149 meter över den omgivande terrängen. Bredden vid basen är 8,6 km.
Terrängen runt Har Boker är platt åt nordost, men åt sydväst är den kuperad. Runt Har Boker är det ganska glesbefolkat, med 42 invånare per kvadratkilometer. Närmaste större samhälle är Midreshet Ben-Gurion, 6,8 km öster om Har Boker. Trakten runt Har Boker är ofruktbar med lite eller ingen växtlighet.